# 王鎮悪

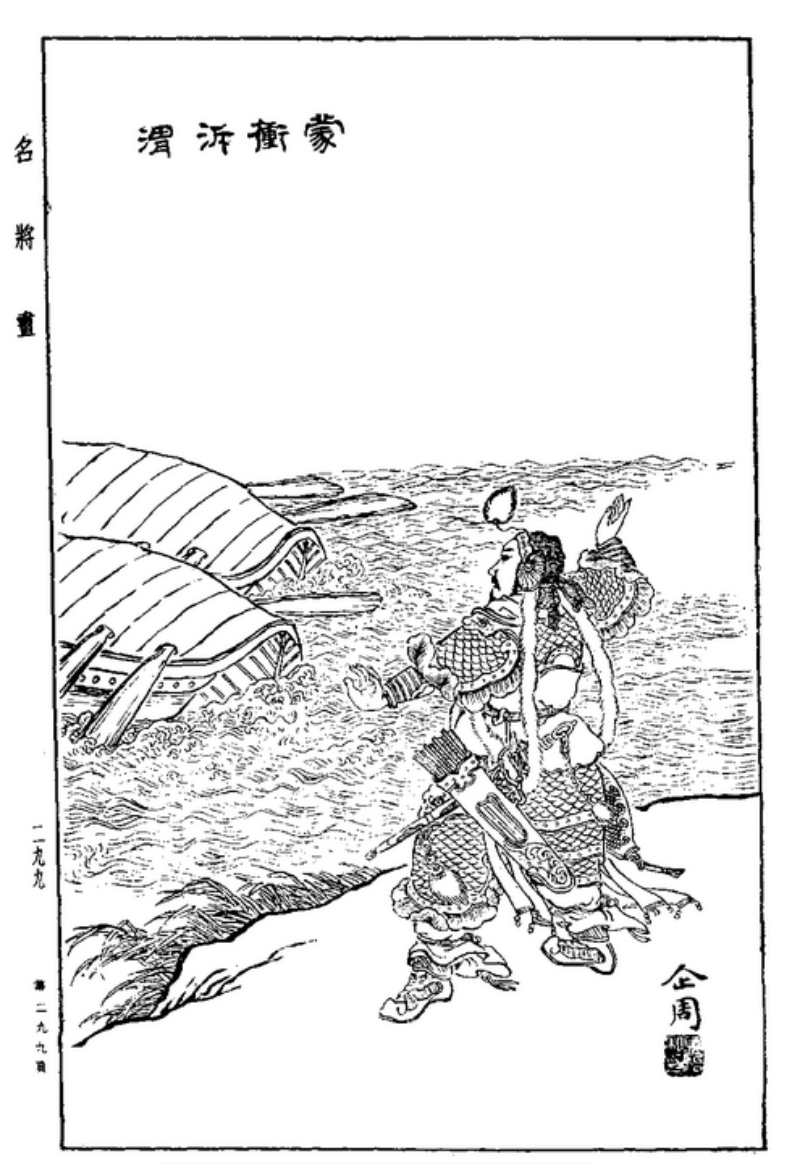
王鎮悪

王 鎮悪（おう ちんあく、建元9年5月5日（373年6月11日）- 義熙13年1月15日（418年3月7日））は、東晋の軍人。本貫は北海郡劇県。前秦の丞相王猛の孫にあたる。

## 経歴
前秦の河東郡太守の王休の子として生まれた。太元10年（385年）、苻堅が敗れて、関中が混乱すると、鎮悪は崤底と澠池の間を流寓した。ときに澠池の李方の家に寄食し、「英雄の主に巡り会って、万戸侯となったときには、恩に報いる」と誓った。後に叔父の王曜に従って東晋に帰順し、荊州に客居した。鎮悪は諸子の兵書をよく読み、軍国の大事を論じたが、騎乗は得意でなく、弓の引きも弱かった。謀略や合従連衡において、その決断力を示した。
義熙5年（409年）、劉裕が南燕を攻撃し、広固を包囲すると、ある人が鎮悪のことを劉裕に推薦した。このとき鎮悪は天門郡の臨澧県令をつとめていたが、劉裕に召し出されて赴いた。劉裕と語り合って気に入られ、青州治中従事史・行参中軍太尉軍事・前部賊曹となった。義熙6年（410年）、盧循を査浦で阻み、連戦して戦功を挙げ、博昌県五等子に封じられた。義熙8年（412年）、劉裕が劉毅を討つにあたって、鎮悪は参軍事となり、振武将軍の号を加えられた。鎮悪は100隻の戦艦を率いて先発し、長江を遡って豫章口に上陸した。江陵城の東門から討ち入って放火し、劉毅の部将の趙蔡を斬った。劉毅を自殺に追いこみ、江陵を平定した。
鎮悪は中兵を代行し、安遠護軍・武陵国内史として出向した。劉毅を討った功により、漢寿県子に封じられた。五渓蛮の向博抵が阮頭を拠点に反抗していたため、鎮悪はこれを攻撃して鎮圧した。義熙11年（415年）、劉裕が荊州刺史司馬休之を攻撃すると、鎮悪は司馬休之の部将の朱襄を斬った。江陵を司馬休之に奪われたため、劉裕の怒りを招いたが、鎮悪は得意の弁舌を振るって許しをえた。司馬休之と魯宗之が襄陽に逃れると、鎮悪は蒯恩らの諸軍を率いて水路でこれを追った。司馬休之らが後秦を頼って逃れると、鎮悪はさらに追撃して、国境に達して帰還した。游撃将軍の号を受けた。
義熙12年（416年）、劉裕が後秦に対して北伐を計画すると、鎮悪は諮議参軍に転じ、龍驤将軍を代行して、先鋒をつとめることとなった。鎮悪は国境を越えて、戦闘には連勝し、邵陵・許昌を抜き、虎牢や柏谷塢を落とし、後秦の将の趙玄を斬った。洛陽に進軍すると、後秦の陳留公姚洸を降伏させた。義熙13年（417年）、澠池に進軍すると、かつての恩人の李方の家を訪ね、その母に厚い報酬を贈り、李方を澠池県令に任じた。司馬の毛徳祖を蠡城に進攻させ、後秦の弘農郡太守尹雅を生け捕りにした。本官のまま弘農郡太守を代行し、長駆して潼関に進んだ。後秦の大将軍の姚紹が険阻な地を押さえて布陣し、深い溝と高い塁を築いて守りを固めていた。鎮悪は遠征の陣中にあって補給が十分でなく、持久戦をするには食糧が不足していた。そこで弘農で自ら民租を徴発して、軍の食糧を充実させた。まもなく姚紹が病没したため、撫軍の姚讃が代わって後秦の陣地を守った。劉裕の軍が湖城まで到着すると、姚讃は退却した。
劉裕が潼関に到着すると、作戦を協議し、鎮悪は水軍を率いて黄河から渭水に入った。後秦の鎮北将軍の姚強が涇上に駐屯していたが、鎮悪は毛徳祖を分遣してこれを撃破し、渭橋に直行した。鎮悪は自軍の戦艦を放棄して離岸させ、食糧を投棄し、渭水を背に布陣した。ときに後秦の姚泓が数万人の兵を長安城下に駐屯させていたが、鎮悪は退路のないことを兵士たちに示し、自らは軍の先頭に立って突撃すると、姚泓の兵を一時の間に潰走させ、長安城を攻め落とした。姚泓は逃走したが、翌日に妻子を引き連れて降伏してきた。
劉裕が関中に入ると、鎮悪は灞上で出迎えた。鎮悪は長安の子女を略奪し、府庫の財宝を強奪していたが、劉裕は鎮悪の功績が大きいことから不問に付した。鎮悪は征虜将軍の号を受けた。
劉裕の次男の桂陽公劉義真が安西将軍・雍秦二州刺史となり、長安に駐屯すると、鎮悪は安西司馬・馮翊太守を兼ねて、防備の任を委ねられた。ときに夏の赫連勃勃が、劉裕の本隊が東帰するのに乗じて、北地に進攻した。劉義真は中兵参軍の沈田子を派遣してこれを防がせようとした。沈田子は劉回堡に駐屯して、鎮悪のもとに使者を送り、夏軍の強盛を伝えて、応援を求めた。しかし鎮悪は沈田子が進軍しないのを責める返事を送った。沈田子はもともと鎮悪と仲が良くなかったが、このことでますます関係は険悪化した。鎮悪が軍を率いて北地に進出したところ、義熙14年（418年）1月に沈田子の一族の手によって殺害された。享年は46。さらに鎮悪の営内にいた鎮悪の兄の王基・弟の王鴻・王遵・王淵および従弟の王昭・王朗・王弘ら7人も沈田子に殺害された。鎮悪は左将軍・青州刺史の位を追贈された。南朝宋が建国されると、竜陽県侯に追封された。諡は壮侯といった。
子の王霊福が後を嗣ぎ、南朝宋の南平王劉鑠の下で右軍諮議参軍となった。

## 伝記資料
- 『宋書』巻45 列伝第5
- 『南史』巻16 列伝第6